# 연천 은대리성
연천 은대리성(漣川 隱垈里城)은 대한민국 경기도 연천군 전곡읍 은대리에 있는 삼국시대의 성곽이다.
2004년 5월 17일 경기도의 기념물 제197호 연천은대리성지로 지정되었다가, 2006년 1월 2일 대한민국의 사적 제469호 연천은대리성으로 승격 지정되었고, 2011년 7월 28일 현재의 명칭으로 변경되었다.

## 개요
연천은대리성에 대한 기록은 거의 남아있지 않으며, 1995년도에 발간된 『연천군사료집』에 의해서 처음 알려지게 되었다. 그 후 1995년부터 2003년사이 지표조사 및 발굴조사가 이루어지면서 고구려토기 일부가 발견되는 등 고구려를 중심으로 한 삼국시대 성으로 추측된다.
은대리성은 한탄강 장진천의 합류지점에 형성된 삼각형의 하안단구 위에 축조된 성으로 한탄강과 합류하는 곳이 삼각형의 꼭지점을 이루고 이곳에서 동쪽으로 가면서 점차 넓어지는 형태이다. 남벽과 북벽은 각각 단애를 활용하여 성벽을 축조하였지만 동벽은 동쪽에 형성된 개활지를 가로질러 축조되었다. 크게 내성과 외성으로 나누어지는데 외성은 현재 길이 약 60m정도 동벽이 형태를 유지하고 있으며, 남벽은 한탄강에 접하여 50~60m정도의 수직단애에 축조되었고 북벽도 15~20m정도의 단애가 급경사를 이루는 지역에 축조되었다.
외성의 전체 규모는 동서 400m, 남북 130m, 총길이 1,005m 정도이고, 현재 동벽에는 남쪽과 북쪽에서 성으로 진입할 수 있는 진입로가 개설되어 있다.
내성의 총길이는 230m이며 외성과 유사한 삼각형의 평면형태로 축조되었고 내부 시설물로는 문지 3개소, 대형건물지 1개소, 치성 2개소가 확인되었다.
연천은대리성은 연천호로고루, 연천당포성과 함께 임진강과 한탄강이 지류와 만나 형성하는 삼각형의 대지위에 조성된 독특한 강안평지성(江岸平地城)으로 임진강이 국경하천역할을 했던 삼국시대와 밀접한 관련이 있고 학술적으로 가치가 높은 귀중한 문화유적이다.

## 경기도 기념물 지정사유
2003년도 단국대 매장문화재연구소의 발굴 결과 건물지 등의 유구와 고구려토기 등이 출토되어 5세기 이후 인근 호로고루지와 같이 고구려가 전략적으로 축조한 성으로 고구려사 연구에 좋은 자료를 제공하며 성내부가 주택지로 개발될 가능성이 높아 보호가 시급하다.

## 사적 지정사유
연천호로고루, 연천당포성과 연천은대리성은 임진강과 한탄강이 지류와 만나 형성하는 삼각형의 대지위에 조성된 독특한 강안 평지성으로 이 성들은 임진강이 국경하천 역할을 했던 삼국시대와 밀접한 관련이 있고 학술적인 가치가 높아 국가지정문화재(사적)로 지정하여 보존관리하고자 한다.

## 참고 자료
- 연천 은대리성 - 국가유산청 국가유산포털